# 16130 Giovine
16130 Giovine è un asteroide della fascia principale. Scoperto nel 1999, presenta un'orbita caratterizzata da un semiasse maggiore pari a 2,3583711 UA e da un'eccentricità di 0,0796645, inclinata di 0,64247° rispetto all'eclittica.